# Konfessionelle Theologie
Der Ausdruck Konfessionelle Theologie bezeichnet allgemein und damit auch historisch die konfessionelle Selbstbehauptung und Verteidigung im Gegenüber zu anderen Konfessionen. Diese zeigte sich zum Beispiel in der nachreformatorischen Kontroverstheologie evangelischerseits (Sartorius) wie katholischerseits (Petrus Canisius), in der Repristinationstheologie des 19. Jahrhunderts (Ernst Wilhelm Hengstenberg), in der neulutherischen Erlanger Theologie.
Heute dagegen bezieht sich der Begriff meistens auf die konfessionell gebundenen Theologischen Fakultäten an staatlichen Universitäten. Im Sinne des Selbstverständnisses der jeweiligen Konfession wird jedoch Wert darauf gelegt, dass die konfessionelle Theologie in ein gesundes, wechselseitig befruchtendes Spannungsverhältnis zur Kontextuellen Theologie zu bringen sei.

## Auseinandersetzungen
Diese Bindung der universitären Theologie an die jeweiligen Kirchen ist jedoch nicht unumstritten:
Wenn zum Beispiel der Fachbereich Evangelische Theologie der Johann Wolfgang Goethe-Universität in Frankfurt von sich selbst schreibt, dass er „konfessionelle Theologie im Horizont der Gegenwartskultur(en) in einer globalisierten Welt“ erforscht und lehrt, und als „konfessionelle Perspektive“ den „spezifischen Beitrag protestantischer Theologie“ zur „kulturellen Formierung von Gesellschaften“ reflektiert, ist der Begriff positiv konnotiert.
Wenn dagegen der Theologe Gerd Lüdemann davon spricht, dass „viele konfessionelle Theologen philologisch und historisch Hervorragendes leisten und geleistet haben“, aber durch die „Bindung an die Kirche“ keine „wirklich freie Wissenschaft“ entstehen könne und daher „konfessionelle Theologie als Wissenschaft ... demnach der Quadratur des Kreises“ entspreche, bekommt er einen negativen Anstrich.
Heinz-Werner Kubitza hält die konfessionelle Theologie für eine „angemaßte Wissenschaft“.